# Chemin de fer Aigle-Sépey-Diablerets
Pour les articles homonymes, voir ASD.
 (octobre 2024).
Si vous disposez d'ouvrages ou d'articles de référence ou si vous connaissez des sites web de qualité traitant du thème abordé ici, merci de compléter l'article en donnant les références utiles à sa vérifiabilité et en les liant à la section « Notes et références ».
La ligne R71 Aigle-Sépey-Diablerets (ASD) est une ligne de chemin de fer longue de 23 km, à voie unique à écartement métrique, reliant la gare d'Aigle aux Diablerets via Le Sépey dans le canton de Vaud en Suisse ainsi qu'une ancienne entreprise ferroviaire.
L'ancienne entreprise ferroviaire Aigle-Sépey-Diablerets (ASD) fait partie depuis 1999 de Transports Publics du Chablais (TPC) qui comprend :
- Chemin de fer Bex-Villars-Bretaye (BVB) ;
- Chemin de fer Aigle-Leysin (AL) ;
- Chemin de fer Aigle-Sepey-Diablerets (ASD) ;
- Chemin de fer Aigle-Ollon-Monthey-Champéry (AOMC).

La gare de départ d'Aigle CFF est commune aux chemins de fer Aigle-Leysin (AL) et chemin de fer Aigle-Ollon-Monthey-Champéry (AOMC).

## Histoire
- 1857 : arrivée de la ligne Lausanne - Simplon à Aigle
- 1913 : Ouverture de la ligne jusqu'au Sépey
- 1914 : Ouverture de la ligne jusqu'aux Diablerets
- 1940 : Incendie du dépôt, 3 automotrices et 4 voitures voyageurs furent la proie des flammes, seuls les châssis purent être réutilisés
- 1987 : Acquisition de 4 automotrices neuves BDe 4/4 401 à 404, de 3 voitures pilotes ainsi que d'une voiture intermédiaire ex Birsigthalbahn (BLT)
- 2000 : Acquisition de la voiture-pilote Bt 434, ancienne Bt 131 de l'AOMC, venant compléter la flotte de 1987.
- 2014 : 100 ans de la ligne Aigle - Sépey - Diablerets
- 2021 : L'exploitation a été interrompue à la suite d'un glissement de terrain. Les travaux ont permis de rétablir le trafic le 2 mai 2022[1]
- 2024 : Acquisition de 3 automotrices doubles neuves de type ABe 4/8 construites par Stadler Rail, afin de remplacer le matériel acquis en 1987.

## Caractéristiques
- Longueur : 22,3 km
- Voie métrique
- Pente maximale : 6 %
- Tension de la ligne de contact : 1 500 volts courant continu
- Nombre de tunnels : 6, longueur totale : 444 m
- Passagers : 204 000 en 2004
- Matériel : 4 automotrices (BDe 4/4 401 à 404), 3 voitures pilotes (Bt 431 et 434, Ast 433) et une voiture intermédiaire (As 421), deux automotrices (BCFe 4/4 1 et BDe 4/4 2) et voitures historiques
- Taux de couverture : 15 % par les billets
- Subvention : 3,9 millions

### Matériel roulant
Le matériel d’origine, livré en 1913, comprenait les automotrices 1 à 3, les remorques 21-22 et 31-33 ainsi que les automotrices 11 et 12, ces dernières étaient surtout utilisées pour les marchandises.
- les BCFe 4/4 1 à 3 comportaient 6 places de deuxième classe et 27 de troisième classe avec un compartiment à bagages de 5 m2.
- les CFZe 4/4 11 et 12 ne comportaient que 16 places de troisième classe et un grand compartiment à bagages de 8,60 m2.
- les BC 21 et 22 sont des remorques à deux essieux avec 8 places de deuxième classe et 24 de troisième
- les C 31 à 33 sont des remorques de troisième classe de 32 places
- l'ASD possédait aussi une quinzaine de wagons de marchandises

Après l’incendie du dépôt, les 1, 2 et 11 durent être reconstruites avec une nouvelle caisse, les 1 et 11 furent reconstruites en premier et renumérotées 1 et 2. Pendant ce temps, la 3 fut renumérotée 11 et la 12 fut légèrement rénovée (son aspect étant calqué sur celui de la 3). Après-guerre, la 2 fut à son tour rénovée avec une nouvelle caisse et reçut le numéro 3, désormais vacant.
Seule la remorque 31 survécut à l’incendie, et peu de temps après, avec la suppression de la troisième classe, elle devint une remorque de seconde classe. Les autres remorques, numérotées 32 à 35, ont été reconstruites avec de nouvelles caisses.
Les autres remorques furent reconstruites avec une seule caisse et 32 places de seconde classe
- désormais, toutes les automotrices possédaient la même puissance, 8 places de première et 32 de seconde, celles qui avaient survécu à l’incendie se caractérisaient par leurs fenêtres doubles.

Après la mise en service des nouvelles automotrices de 1987, les 1 et 2 furent conservées par l'ASD comme matériel historique, les 3 et 12 furent vendues au Chemin de fer de la Mure avec les remorques 32 et 33. La remorque 31 qui se trouvait sur le chemin de fer Velay Express a été rapatriée par l'« Association ASD 1914 » en mai 2025. 
Le nouveau matériel de 1987 comprend quatre automotrices neuves, les BDe 4/4 401-404, la voiture intermédiaire B 421 et quatre voitures de commande d’occasion, les Bt 431 à 434, initialement construites en 1966 pour le Birsigtalbahn, ligne Bâle - Rodersdorf.
La voiture intermédiaire B 421 et la Bt 433 furent transformées au début des années 2000 en voitures salon, désignées As 421 et Ast 433 "Chez Rose".
La voiture de commande Bt 432 fut ferraillée en septembre 2021 à la suite d'un accident le 16 juin 2020.
En fin d'année 2023, la compagnie a reçu trois automotrices de type ABe 4/8, numérotées 471 à 473. Elles ont été produites par Stadler Rail, offrent 68 places en seconde classe et 11 places en première. On y trouve également des emplacements pour les vélos et les skis. Avec la livraison de ces nouvelles automotrices, quatre anciennes BDe 4/4, numérotées 401 à 404, seront radiées tout comme les Bt 431 à 434.

## Galerie

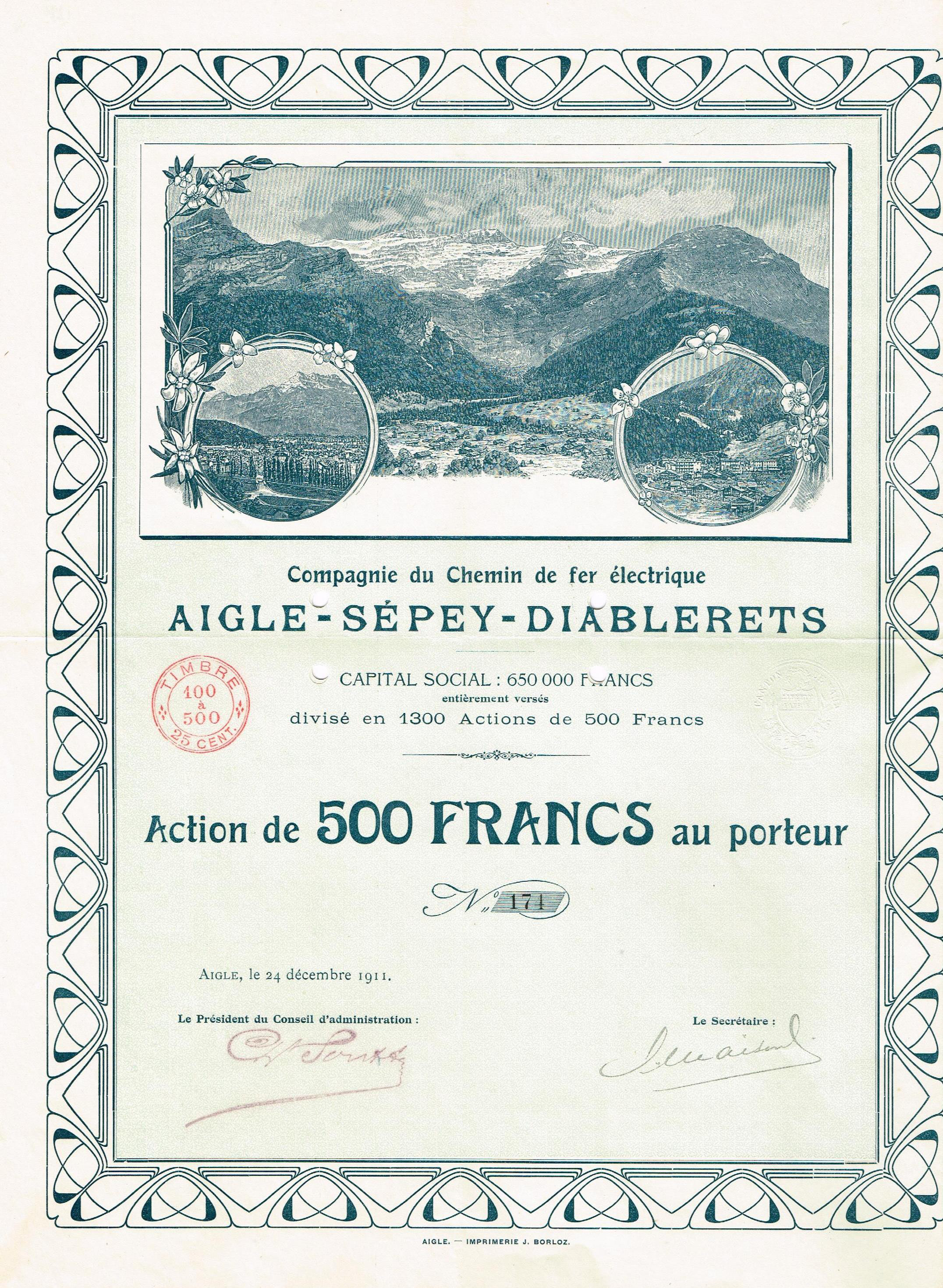
Action de la CdF Aigle-Sépey-Diablerets en date du 24 décembre 1911
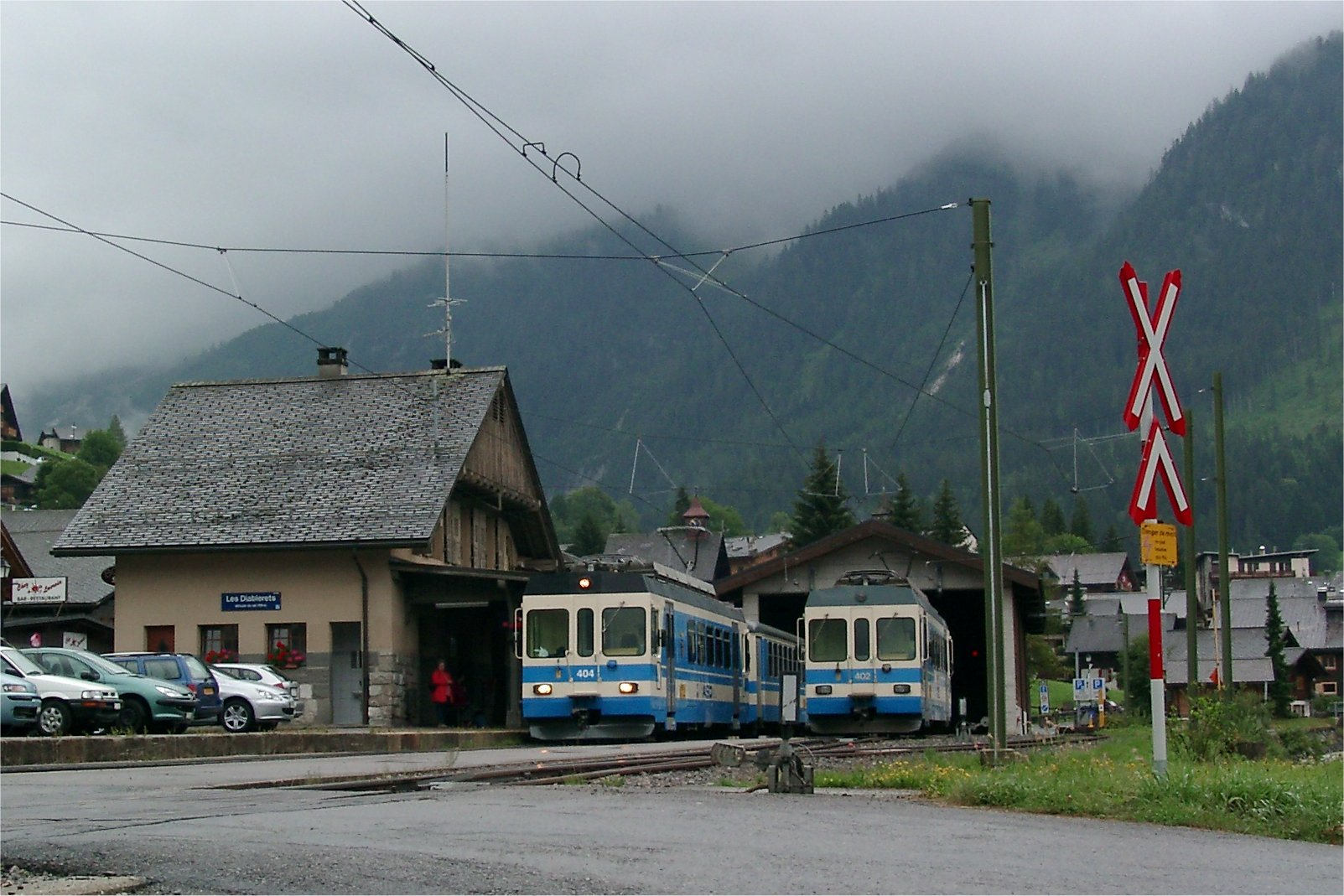
Automotrices aux anciennes livrées en gare des Diablerets
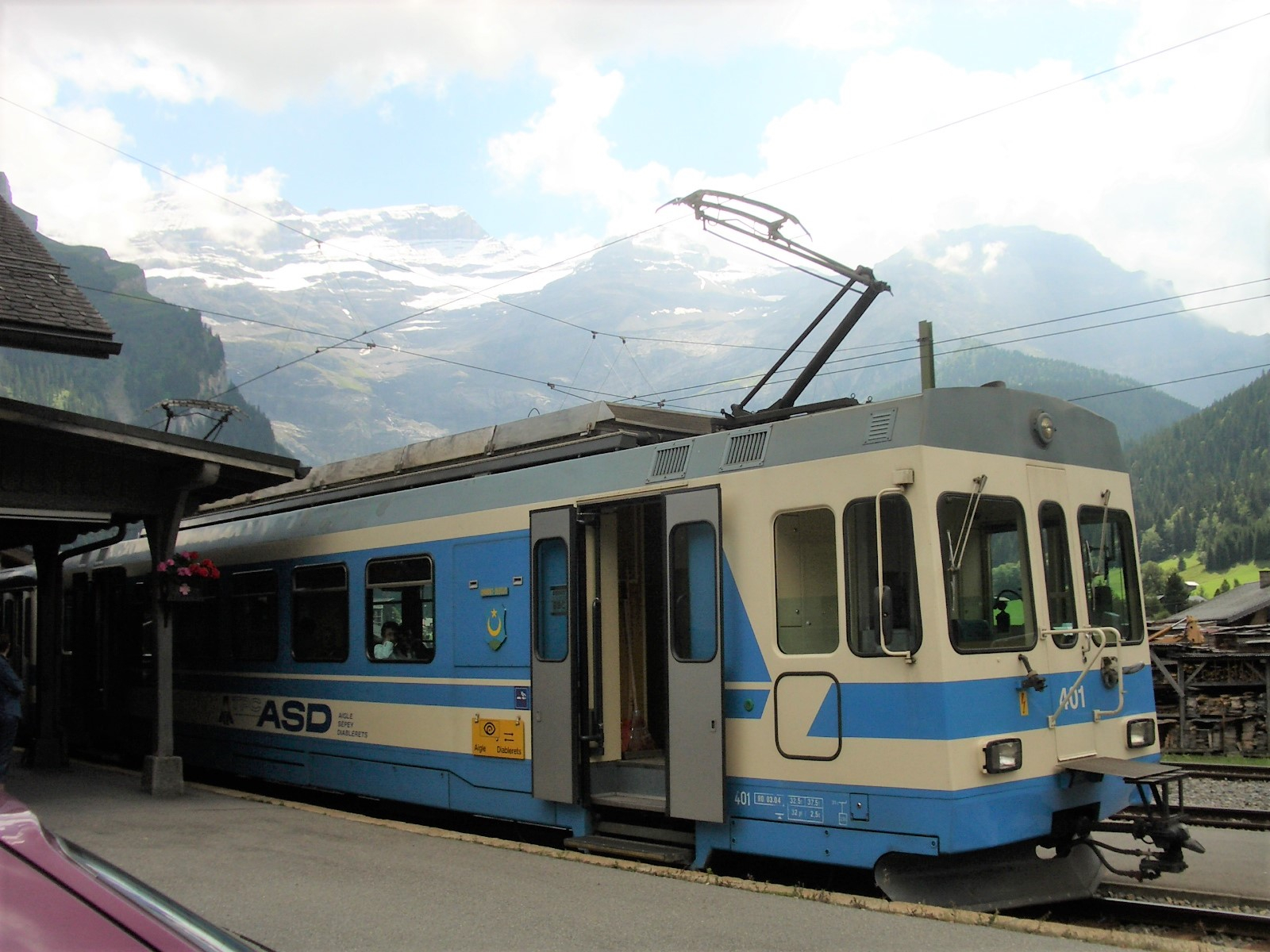
Automotrice n° 401 sous son ancienne livrée en gare des Diablerets
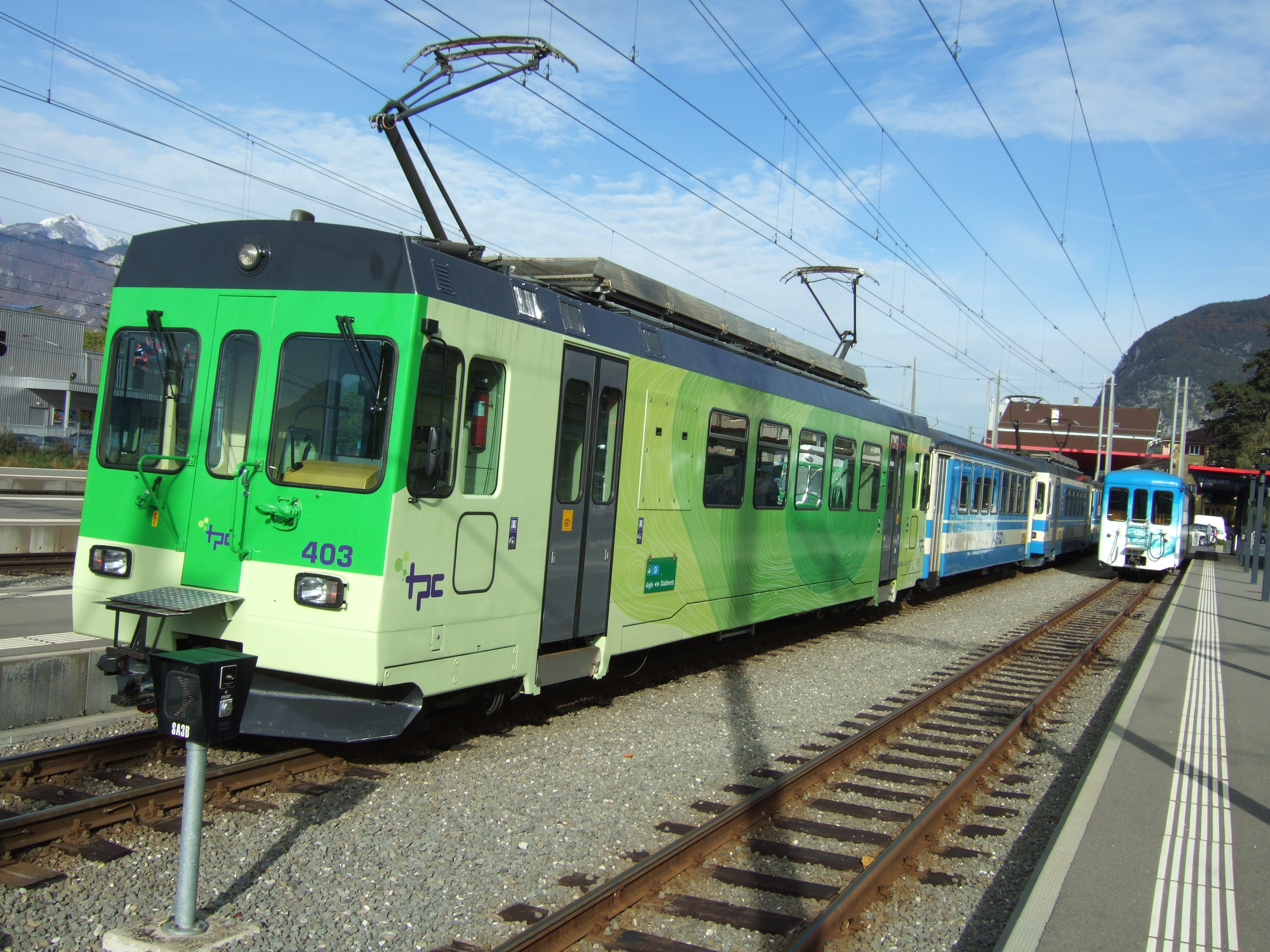
Nouvelles couleurs des voitures ASD
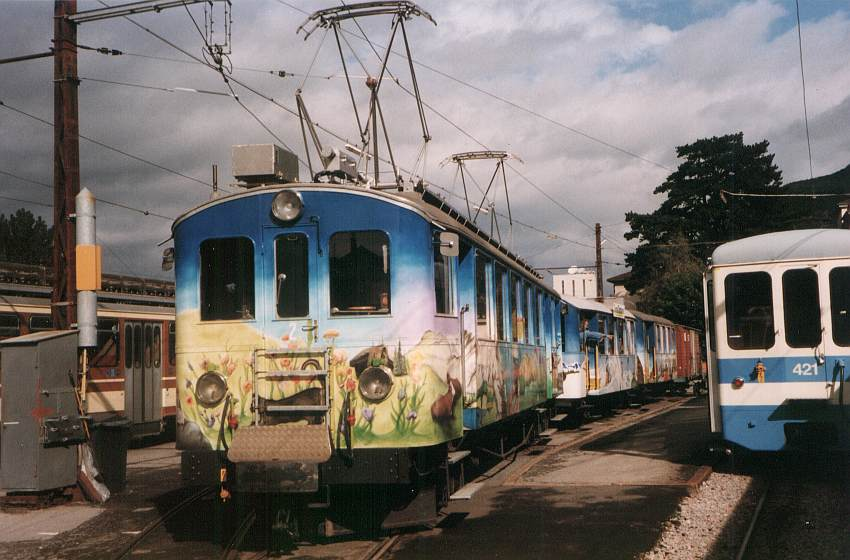
Train en gare d'Aigle avec une automotrice ancienne

## Sources
Fonds : Compagnie de chemin de fer Aigle-Sépey-Diablerets (1897 - 2015) [41.50 mètres linéaires].  Cote : CH-000053-1 PP 1095. Archives cantonales vaudoises (présentation en ligne).